# Sammenslutningen af portugisisksprogede lande
Sammenslutningen af portugisisksprogede lande (portugisisk: Comunidade dos Países de Língua Portuguesa, forkortet CPLP) er et multilateralt forum for gensidig venskab mellem nationer, som har portugisisk som officielt sprog.

## Oprettelse og medlemslande
CPLP blev oprettet i 1996 med syv medlemslande: Angola, Brasilien, Guinea-Bissau, Kap Verde, Mozambique, Portugal og São Tomé og Príncipe. Østtimor kom med i 2002, efter at have løsrevet sig fra Indonesien. Brasilien, Østtimor og de fem afrikanske lande er tidligere portugisiske kolonier.

### Medlemmer
- Angola
- Brasilien
- Kap Verde
- Guinea-Bissau
- Mozambique
- Portugal
- São Tomé og Príncipe
- Østtimor

### Observatører
- Ækvatorialguinea
- Macao